# Richfield (Ohio)
Richfield é uma vila localizada no estado norte-americano de Ohio, no Condado de Summit.

## Demografia
Segundo o censo norte-americano de 2000, a sua população era de 3286 habitantes.
Em 2006, foi estimada uma população de 3578, um aumento de 292 (8.9%).

## Geografia
De acordo com o United States Census Bureau tem uma área de
22,0 km², dos quais 22,0 km² cobertos por terra e 0,0 km² cobertos por água.

## Localidades na vizinhança
O diagrama seguinte representa as localidades num raio de 12 km ao redor de Richfield.